# 落合専右衛門
落合 専右衛門（おちあい せんえもん、?  - 天明3年12月10日（1784年1月2日））は、江戸時代中期の商人。前名は伊勢屋 市郎右衛門。

## 経歴・人物
天明の飢饉に端を発した天明3年（1783年）7月の陸奥国弘前藩領青森湊打ちこわしの指導者。事件後捕えられ、全責任を負い獄死した。